# Mike Jones
Michael  "Mike" Jones (6 de janeiro de 1981) é um rapper e ator americano. Foi inicialmente membro da gravadora Swishahouse, mas saiu para se tornar proprietário da Ice Age Entertainment.

## História
Natural do Texas, Mike Jones ficou inicialmente conhecido como membro da gravadora Swishahouse. Jones possui também a sua própria editora, a Ice Age Entertainment.
O seu primeiro registro discográfico sai em 2002, altura em que lança a mixtape Ballin' Underground. Trabalho onde rima sobre instrumentais bem conhecidos. No ano seguinte é lançado 1st Round Draft Picks, em inteira parceria com Magno. Neste álbum participam Slim Thug e Chamillionaire. Em 2004, é lançada a mixtape King of the Streets, realizada com o objetivo de responder às disses feitas por Chamillionaire na mixtape Mixtape Messiah, onde Mike Jones dedica a Cham cinco faixas do álbum. Bun B e Paul Wall são os convidados desta mixtape.
Por fim, em 2005, o rapper lança Who Is Mike Jones?, numa parceria entre a Swishahouse e a major Warner Bros.. O disco chegou a primeira posição nas tabelas de vendas, atingindo a platina em apenas um mês. Participaram no álbum também Big Moe, Slim Thug, Paul Wall, Lil' Bran, CJ Mellow, Killa Kyleon, Bun B, Lil' Keke e Brighteyes. 
Os singles do álbum foram "Still Tippin", com Slim Thug e Paul Wall, "Back Then" e "Flossin". Em 2007 sai o EP, que, o próprio já havia anunciado, com o nome The American Dream. Em 2009 é lançado The Voice, seu segundo álbum de estúdio solo.

## Discografia

### Álbuns de estúdio
- 2005: Who Is Mike Jones?
- 2009: The Voice

### Colaborações
- 2003: 1st Round Draft Picks (com Magno)

### EPs
- 2007: The American Dream

### Mixtapes
- 2002: Ballin' Underground
- 2003: Runnin' tha Game
- 2004: King of the Streets
- 2007: Running 4 President 2k8
- 2008: Self Made

## Filmografia
- Punk'd (2005)
- Prison Break (2005)
- The Andy Milonakis Show (2006)
- The Game (2007)
- Mountain Mafia (2010)